# 陳興達
陳興達（越南语：／；1747年—1810年），阮朝順天高皇后陳氏璫之父，阮初封仲正侯。
陳興達，又名陳興仲，祖籍清華，寄籍廣德營香茶縣。祖先自從隨阮潢來到順化以來，從事儒、醫、道等行業的人都有，也有做過官的，但未曾顯貴。到了陳興達父親陳興桂時走上仕途。陳興桂在阮肅宗時期擔任知府，從征真臘，因功陞為鎭邊、河仙二鎮記錄。陳興達是其第七子。初為官，入翰林院。景興三十六年（1775年），阮睿宗阮福淳南逃嘉定，當時陳興達和弟弟陳興德則在廣南隱居，準備南逃投奔阮主，但被西山軍抓獲，後被軍中的舊相識搭救。景興四十二年（1781年），阮福映納其女陳氏璫為左宮嬪。景興五十四年（1793年），陳興達兄弟二人通過航海，終於抵達嘉定，入謁阮福映，向其彙報了西山軍詳細情形。阮福映授其翰林院之職，又任禮部參知。景興六十一年（1800年），任皇子保傅。嘉隆元年（1802年），阮福映令其制禮，尋授禮部右參知。嘉隆四年（1805年），年老致事。嘉隆九年（1810年），因病去世，壽六十四歲。
明命二年（1821年），追贈特進金紫榮祿大夫上柱國少傅河華郡公（越南语：／），諡溫謹，妻黎氏封國夫人。明命五年（1824年），在金龍社建祠祭祀，名為裕慶祠。明命十三年（1832年），加贈特進榮祿大夫東閣大學士太傅，封華國公（越南语：／），黎氏改封為華國太夫人。紹治元年（1841年），加贈為勤政殿大學士太師，改封壽國公（越南语：／），黎氏改封壽國一品夫人。嗣德五年（1852年），改裕慶祠為壽國公祠，改陳族祠為裕慶祠。